# 鉄道企業体カーゴ・スロバキア
鉄道企業体カーゴスロバキア株式会社（スロバキア語:ZSSK Cargo / ZSCS / ZSSKC, Železničná spoločnosť Cargo Slovakia, a.s.）は、スロバキアの国有企業。2002年にスロバキア国鉄（ŽSR）の列車運行事業を継承した鉄道企業体株式会社（スロバキア語:ZSSK, Železničná spoločnosť, a.s.）の再分社化（2005年1月1日）にともない、同社の貨物列車運行事業を継承している。

## 概要

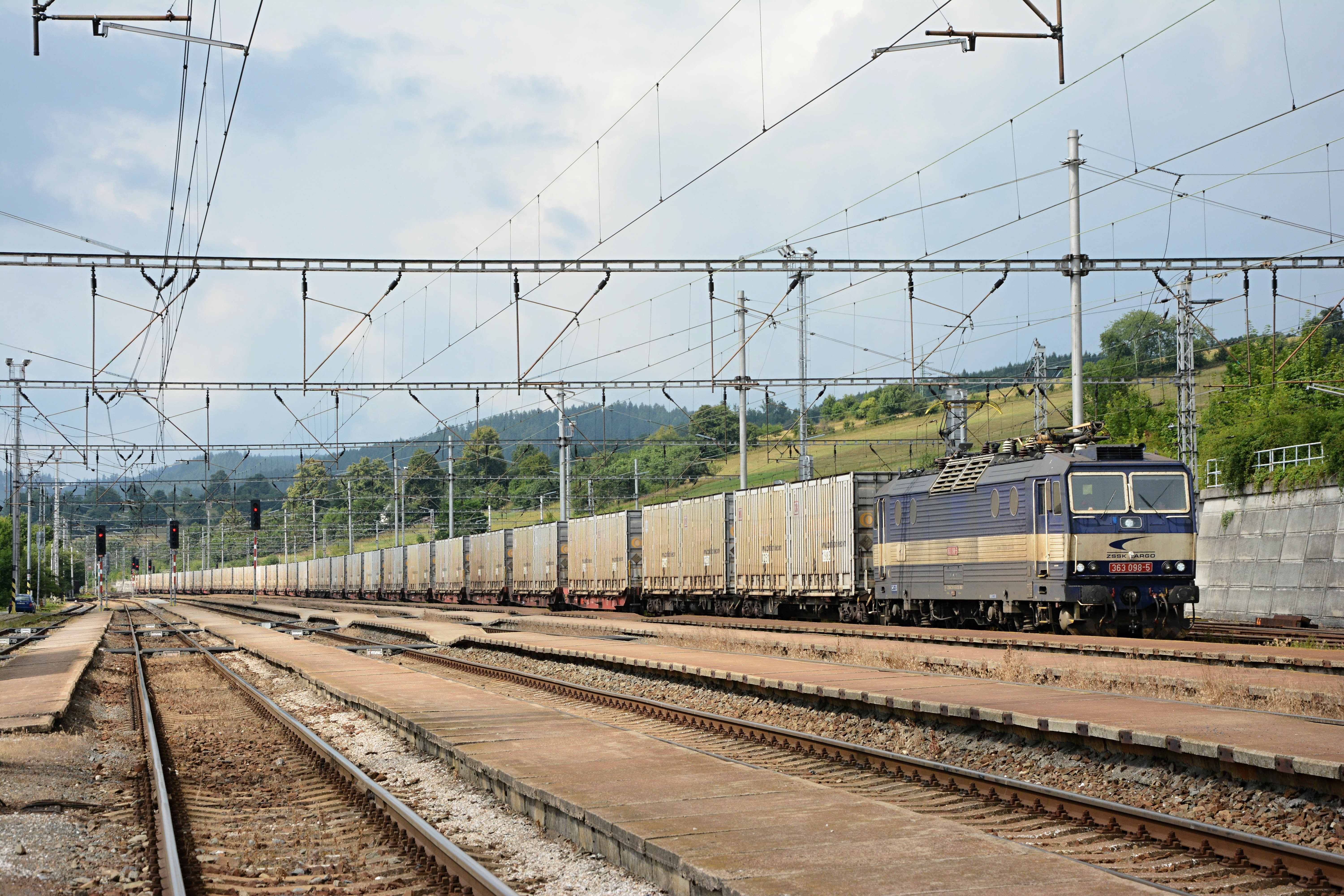
ZSSKカーゴ363形交直流電気機関車がDBカーゴのコンテナ貨車を牽引するZSSKカーゴ・DBカーゴチェキア（チェコ、ドイツDBカーゴ子会社）共同運行のハノーファー（ドイツ）発プーホウ（トレンチーン県）行急行貨物列車（チェコ・鉄道輸送路線管理公団ホルニーリジェチュ駅、2019年）

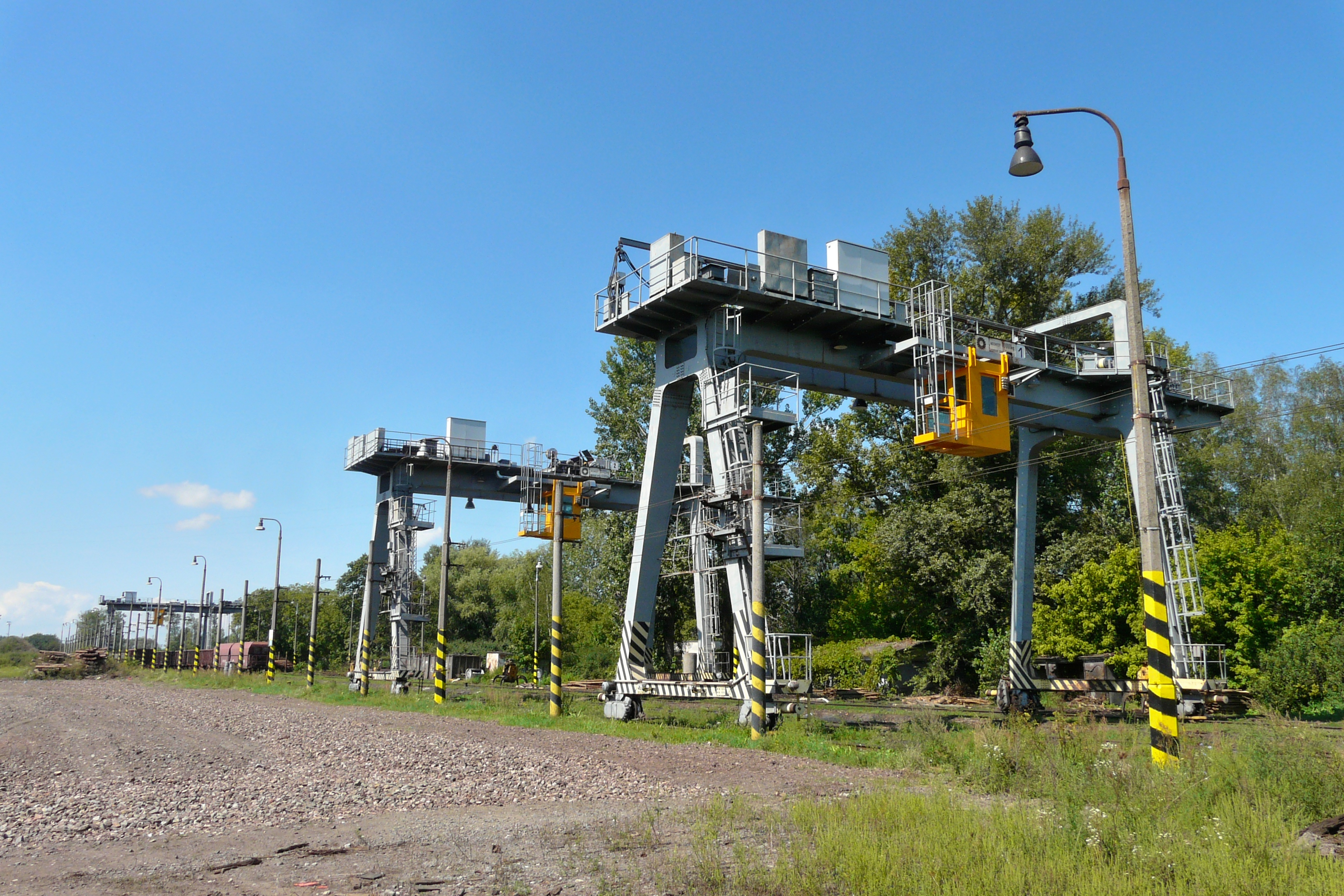
チエルナッチソウ東部スロバキア積替ヤード木材積替施設（2014年）

鉄道企業体株式会社（旧ZSSK）の貨物部門売却に備えて2005年1月1日に行われた再分社化に伴い、同社の貨物鉄道事業を承継し民間に売却することを目的に発足した国有の株式会社である。2020年12月現在の職員数は4753人（男性3585人、女性1168人）で、発足後の15年間で60%減少した。
スロバキア国鉄線における国の輸送事業者認可を受けており（輸送事業者認可番号9021）、国鉄と施設利用契約を結びスロバキア国鉄線における貨物列車運行事業、および国鉄線と接続する各国鉄道線における国際貨物列車の運行事業を行っている。このほか貨物自動車輸送、貨物列車牽引機および貨車のリース事業、車両保守事業などを行い、ZSSKカーゴが承継した機関区（Rušňové depo）において、鉄道企業体スロバキア（ZSSK）の地域管理区（Oblastných správ depa）に所属する旅客車両の検修も受託している。
またウクライナとの国境駅チエルナッチソウ鉄道駅およびマチョウツェ鉄道駅の2か所にある「東部スロバキア積替ヤード」（VSP :Východoslovenské prekladiská）では、ウクライナなど旧ソ連方面の広軌線列車と欧州の標準軌線列車との間で鉄鉱石、化学薬品類、ガス、木材など積荷別の貨物積み替え業務を行っている。
2020年の貨物収入は国内輸送が3450万6000ユーロ、国際輸送が1億7309万8000ユーロであった。取扱貨物量は2622万2000トンで、内訳は鉄鉱石が956万トンと最も多く、次いで石炭302万3000トン、金属製品291万5000トン、建材249万7000トン、木材198万5000トン、化学薬品183万7000トン、インターモーダル輸送100万9000トンなどである。
貨物鉄道輸送の主力は、社会主義時代からチェコおよびスロバキアで最大の製鉄所であるUSスチールコシツェ（コシツェ県コシツェ市、旧・東スロバキア製鉄国営会社）向けのウクライナ産鉄鉱石やチェコ産石炭などの輸入および鉄鋼製品の輸出である。年間貨物輸送実績は2007年の世界金融危機以前には年間5000万トンに達し、以後も年間3500万トン前後を維持していたが、中国製鉄鋼製品の価格競争の影響でUSスチールコシツェの生産量が減少したため、2019年以降3000万トンを割り込んでいる。
スロバキアにおける貨物列車運行事業には、国の事業者認可を受けた国内外の数十社がスロバキア国鉄と契約を結んで参入しており、激しい競合を続けている。ZSSKカーゴはシェアの漸減傾向が続く中、トラック輸送を併用した貨車1両単位の小口貨物輸送にも力を入れているほか、他社がすでに手がけている国内自動車メーカーの自動車輸出輸送など、新規荷主の獲得活動を進めている。

### 民間売却の動向
分社発足直後の2005年8月、当時のズリンダ政権はZSSKカーゴ売却の第一次入札を実施した。2006年2月に行った最終入札には米国系のカーゴセントラルヨーロッパ、ハンガリー国鉄（MÁV）系のカルパチアンカ－ゴ、オーストリア国鉄（ÖBB）系のレールカーゴオーストリアの3コンソーシアムが参加し、レールカーゴオーストリアが事実上落札した。政府は売却益を150億～200億スロバキアコルナと見込んでいたが、同年6月の総選挙でズリンダ政権が退陣したことを受け、売却は凍結された。
その後2007年10月に新たにチェコ鉄道（ČD）の貨物子会社、ČDカーゴが入札に参入した。共にチェコスロバキア国鉄（ČSD）を前身とする歴史的経緯から、ZSSKカーゴとの共通性が極めて高いため、両国の貨物鉄道事業の国際競争力を維持できる選択肢として運輸郵政通信省（当時）はČDカーゴへの売却に前向きの姿勢を示したが、スメルと連立政権を組んでいた連邦制解消当時の政権党、人民党・民主スロバキア運動（ĽS-HZDS）が反対したため実現しなかった。

## 関連会社
（出資割合は2020年末現在）
- ZSSKカーゴ・インターモーダル株式会社（ZSSK CARGO Intermodal, a. s.）- 出資比率100%（出資額2万7500ユーロ）
  - インターモーダル輸送事業会社
- バルクトランシップメントスロバキア株式会社（BULK TRANSSHIPMENT SLOVAKIA, a. s. ）- 出資比率40%（出資額666万0337ユーロ）
  - 東部スロバキア積替ヤード（VSP）における標準軌-広軌車両間貨物積替事業会社
- カーゴワゴン株式会社（Cargo Wagon, a. s） - 出資比率34%（出資額340万2500ユーロ）
  - 貨車管理および販売・リース事業会社。2015年にアルシュテッターアイゼンバーンホールディング株式会社（Alstätter Eisenbahn Holding AG、スイス）に株式の66%を売却し、ZSSKカーゴとの合弁企業の形をとっている。

## 保有車両
動力車はスロバキア国鉄から承継したチェコスロバキア国鉄時代の機関車およびその更新車が大半であるが、2018年にはシーメンス（ドイツ）製の3電源方式対応383.2形交直流電気機関車を新製投入し、国際貨物列車などに充当。また構内入換用712形ディーゼル機関車の新製も行っている。一方で輸送需要に応じた機関車両数の適正化策として、旧型未更新の183形直流電気機関車、742形ディーゼル機関車、751形ディーゼル機関車、752形ディーゼル機関車を中心に廃車を進めている。2020年12月31日現在の保有動力車は468両で、このうち電気機関車が229両、ディーゼル機関車が238両、ディーゼル動車が1両である。塗色はこれまで電気機関車を直流＝緑、交流＝赤、交直流＝青を基調とし、ディーゼル機関車は形式ごとに定めたチェコスロバキア国鉄の規定色を準用してきたが、2010年代より濃紺・白のツートンカラーを基本とした新規定色への変更が進行中である。
2020年の自社保有貨車は2016年より約500両増の1823両で、このうちコンテナ車を含む長物車が1294両、無蓋車が364両、有蓋車が164両である。一方他社からのリース貨車は2016年には無蓋車を中心に753両あったが、貨車両数適正化の一環で年々減少し、2020年には0両となった。EUが2024年12月に完全実施するTSI騒音規制に対応するため、2019年から2021年にかけて保有全貨車の制輪子を従来の鋳鉄制輪子から静音タイプのLL形合成制輪子に交換する改造工事を行った。

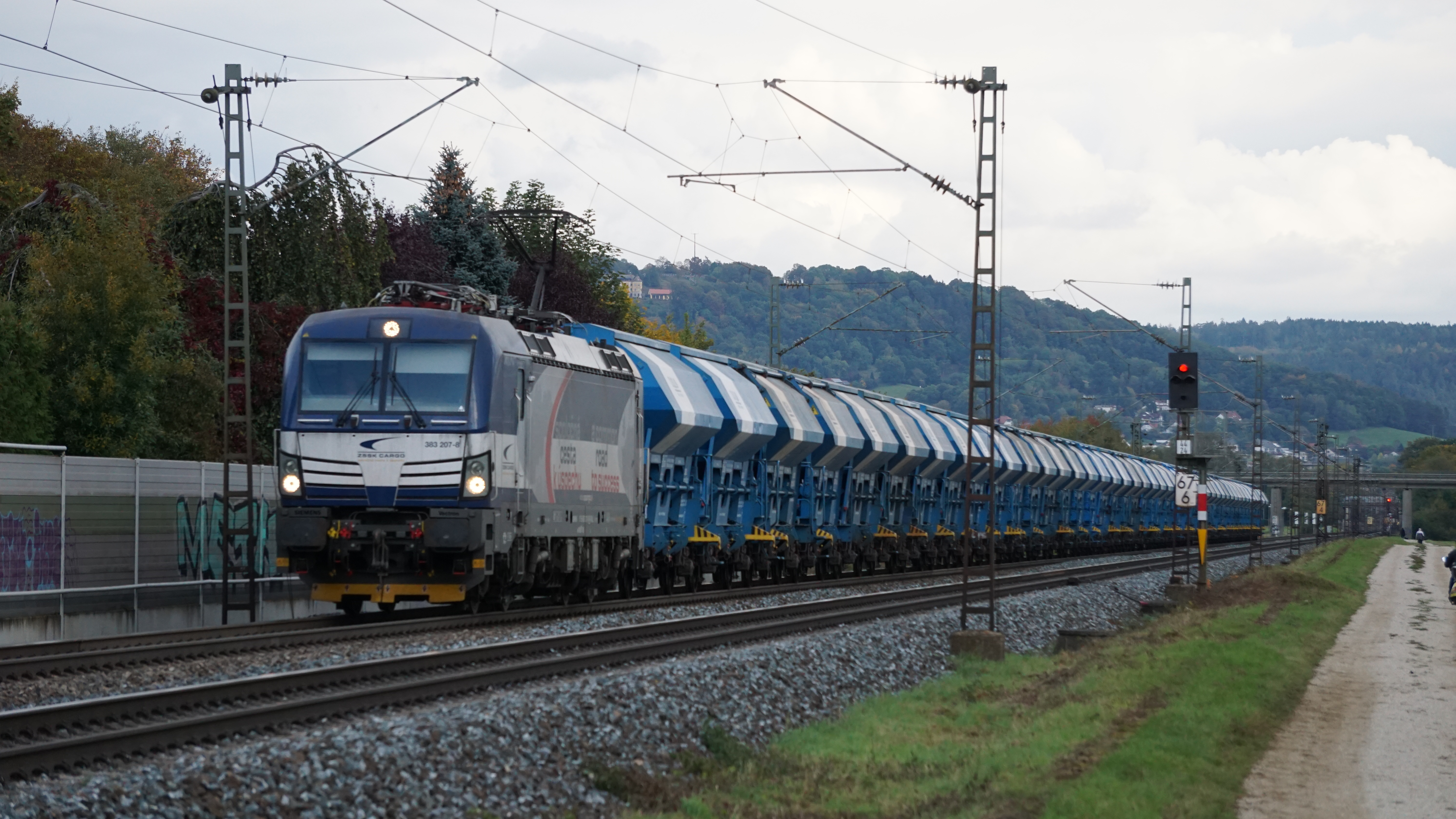
2018年運用開始のZSSKカーゴ383.2形交直流電気機関車。3電源方式に対応している（ドイツ・レーゲンスブルク–ニュルンベルク鉄道線ペーリング駅、2020年）
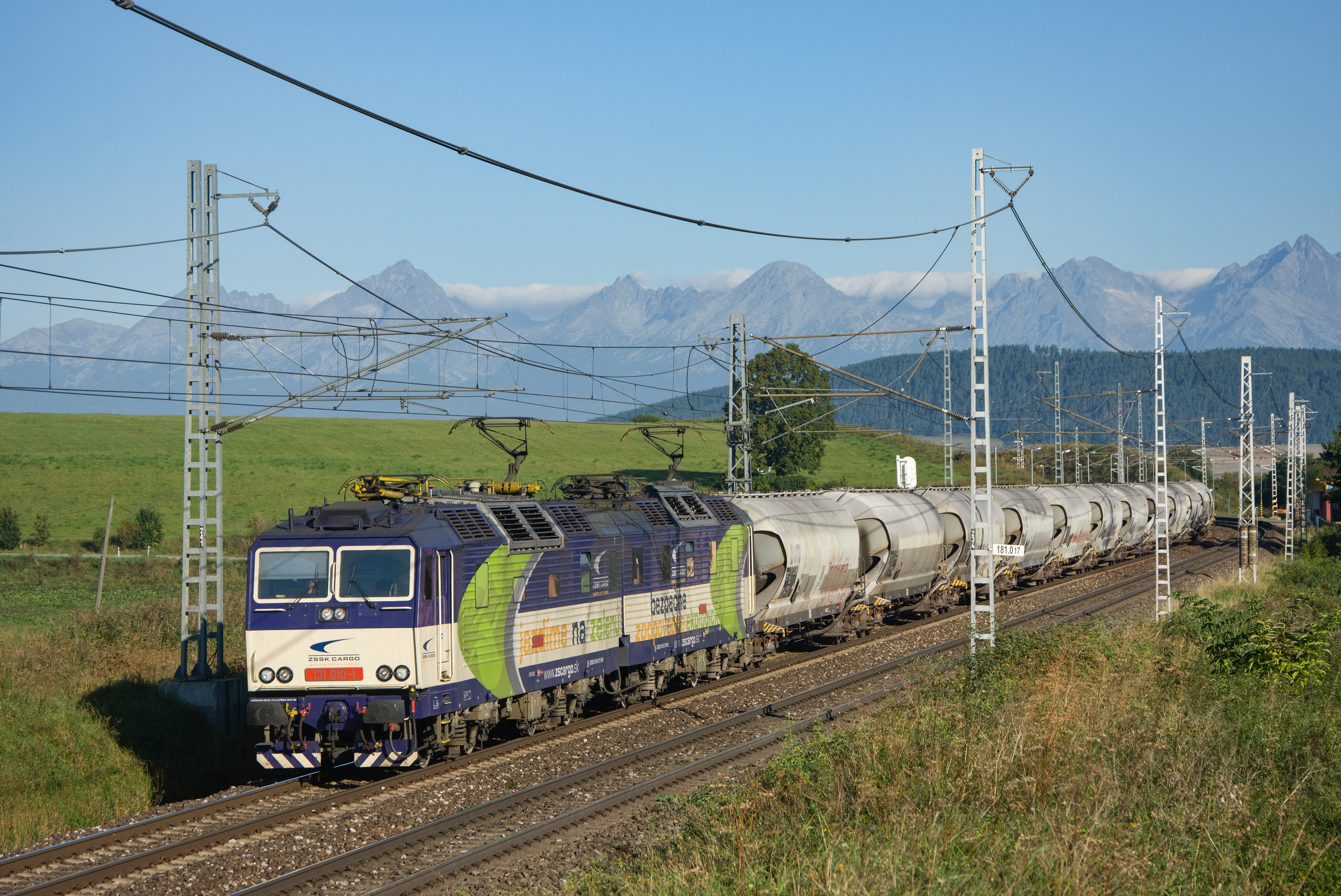
ジェトマロヴィツェ（チェコ）発ハニスカプリコシツィアフ（コシツェ県）行粉炭輸送貨物列車。チェコスロバキア国鉄が1980年から投入した131形直流電気機関車は50両（ユニット）すべてがZSSKカーゴに承継され、スピシュスカーノヴァーヴェス機関区（コシツェ県）に集中配置されている（スロバキア国鉄レタノウツェ-スピシュスケートマーショウツェ間、2020年）
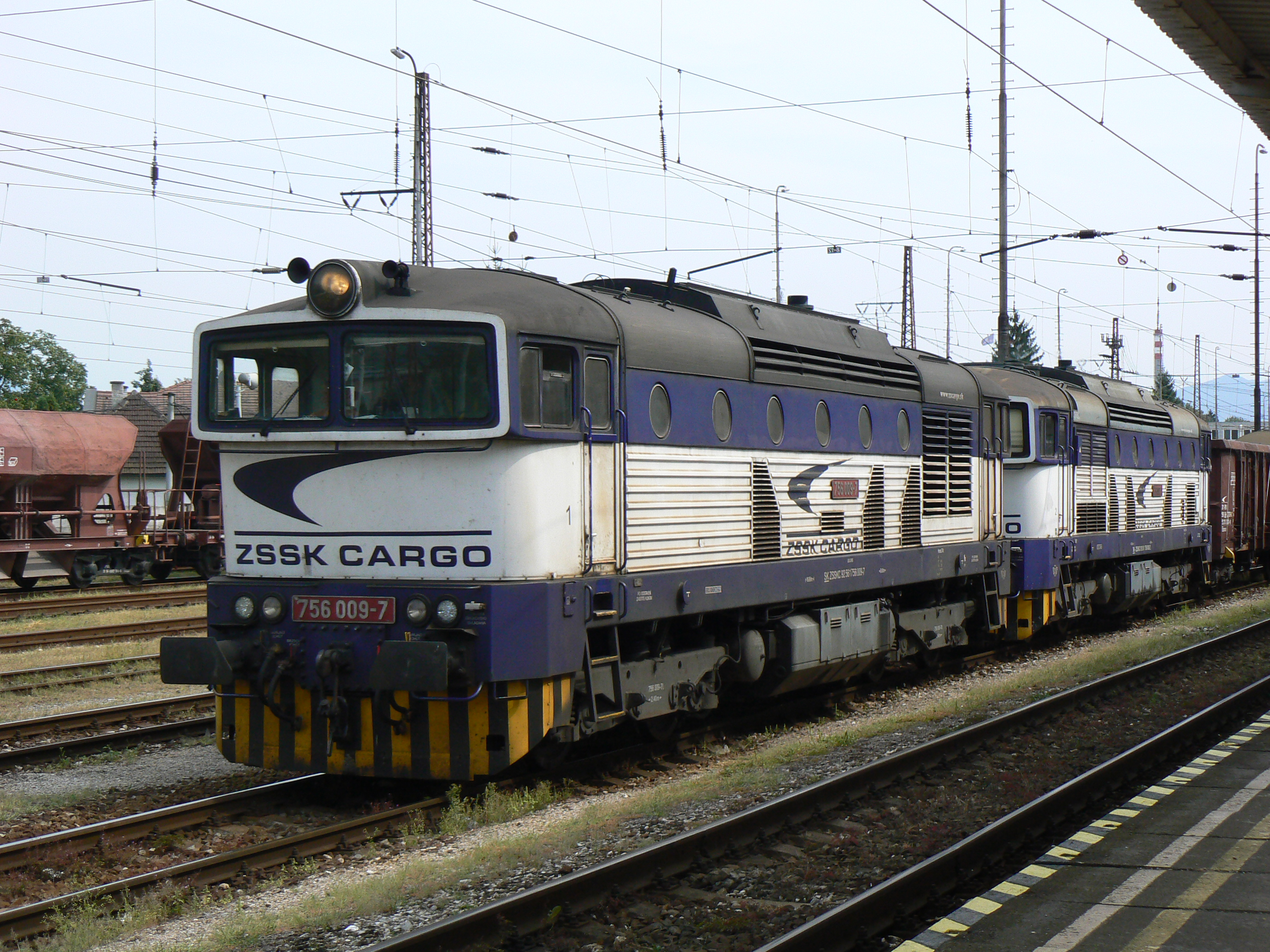
承継した750形および753形ディーゼル機関車をタネ車に2008年から2010年にかけてズヴォレン鉄道検修工機で機関換装などの近代化改修をしたZSSKカーゴ756形ディーゼル機関車（スロバキア国鉄ウルートキ鉄道駅、2018年）
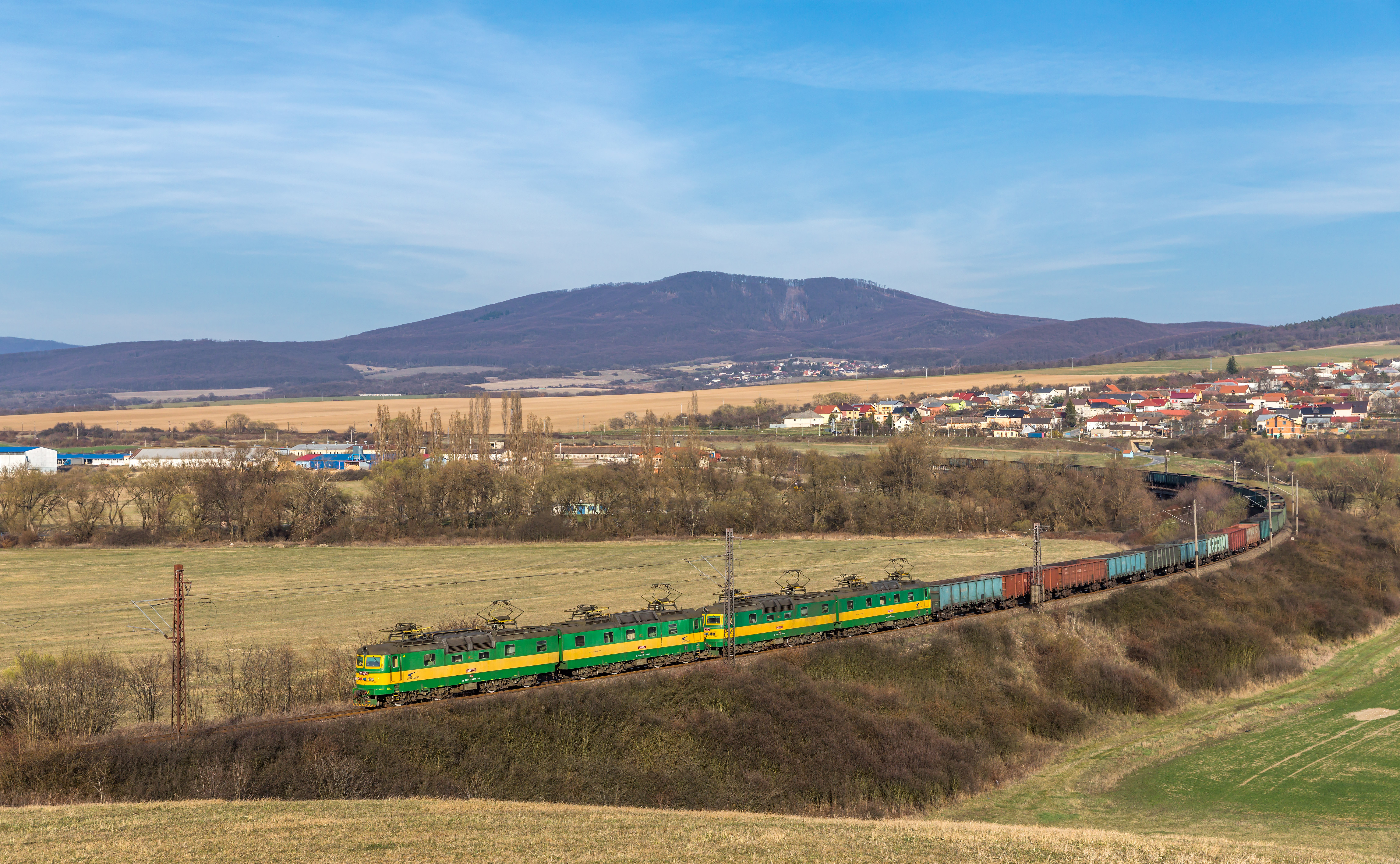
広軌線（ŠRT）用の125.8形直流電気機関車が2ユニット重連で牽引するウクライナ・ウジホロド-USスチールコシツェ間直通鉄鉱石列車（スロバキア国鉄ウジホロド-ハニスカ鉄道線スランチーク広軌線信号場-ホルナート広軌線信号場間、2019年）
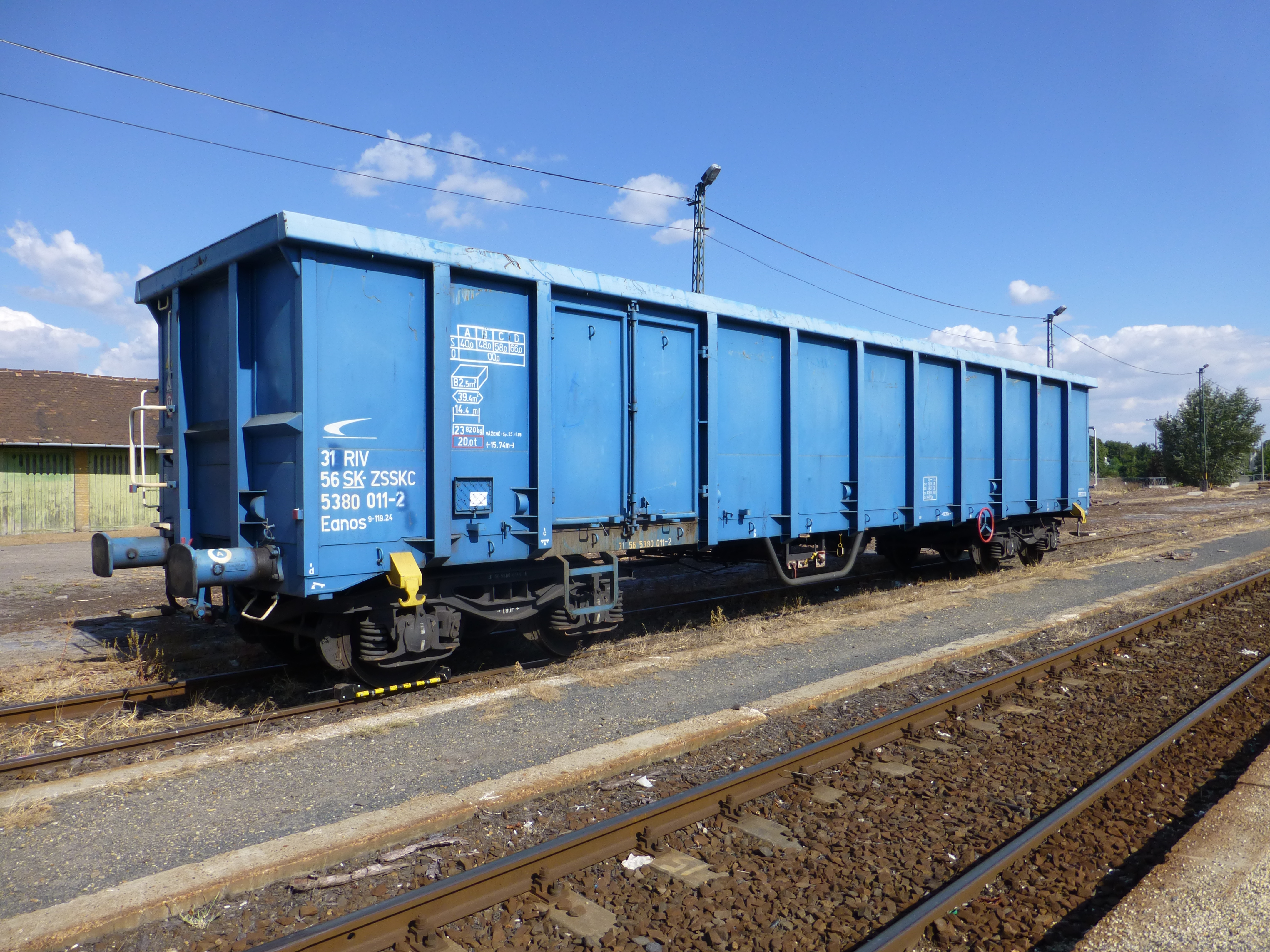
Eanos5380形66トン積高側板ボギー無蓋車。国別および事業者コード"SK-ZSSKC"が標記されている（2012年）
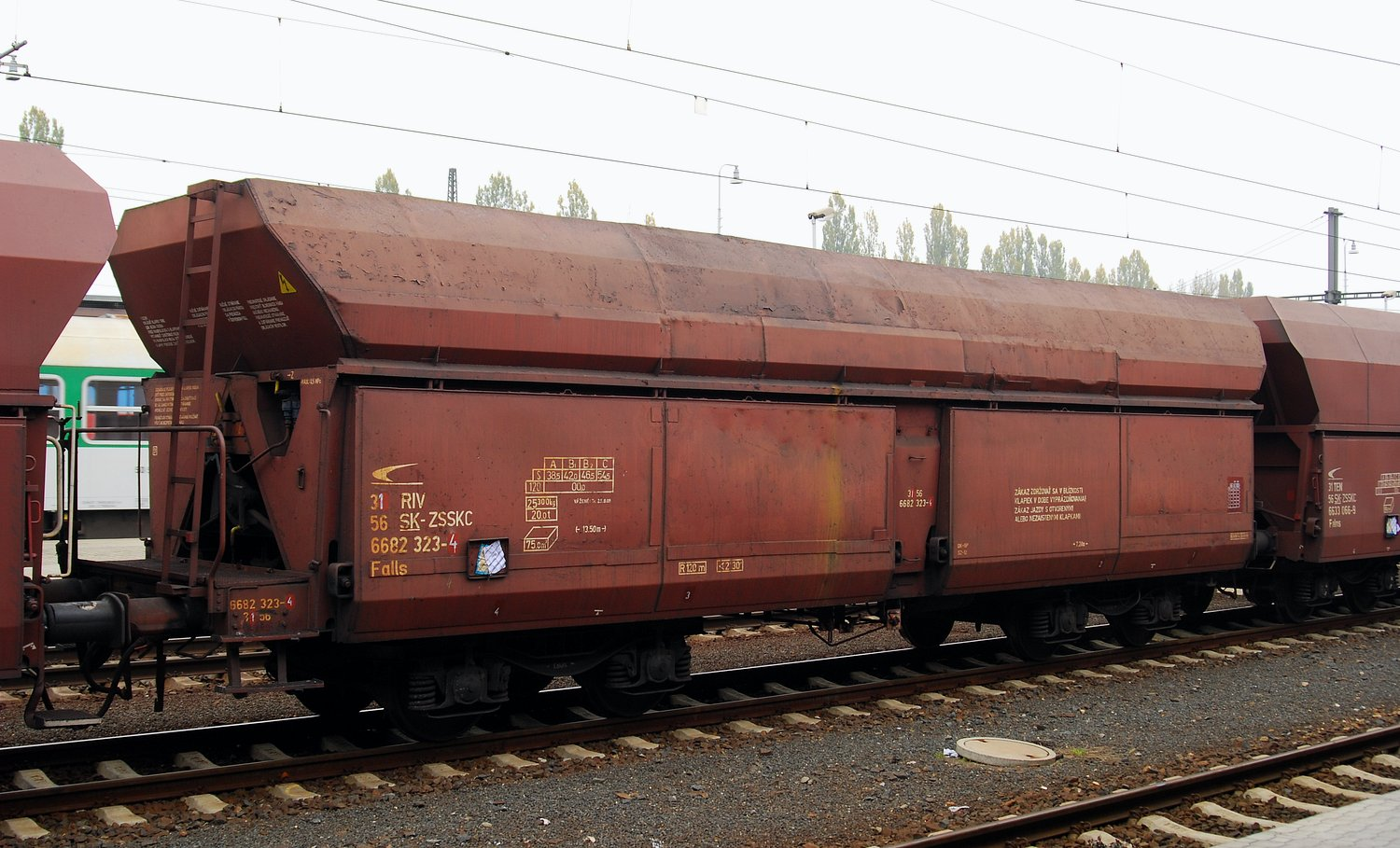
Falls6682形53トン積ボギーホッパ車（2012年）
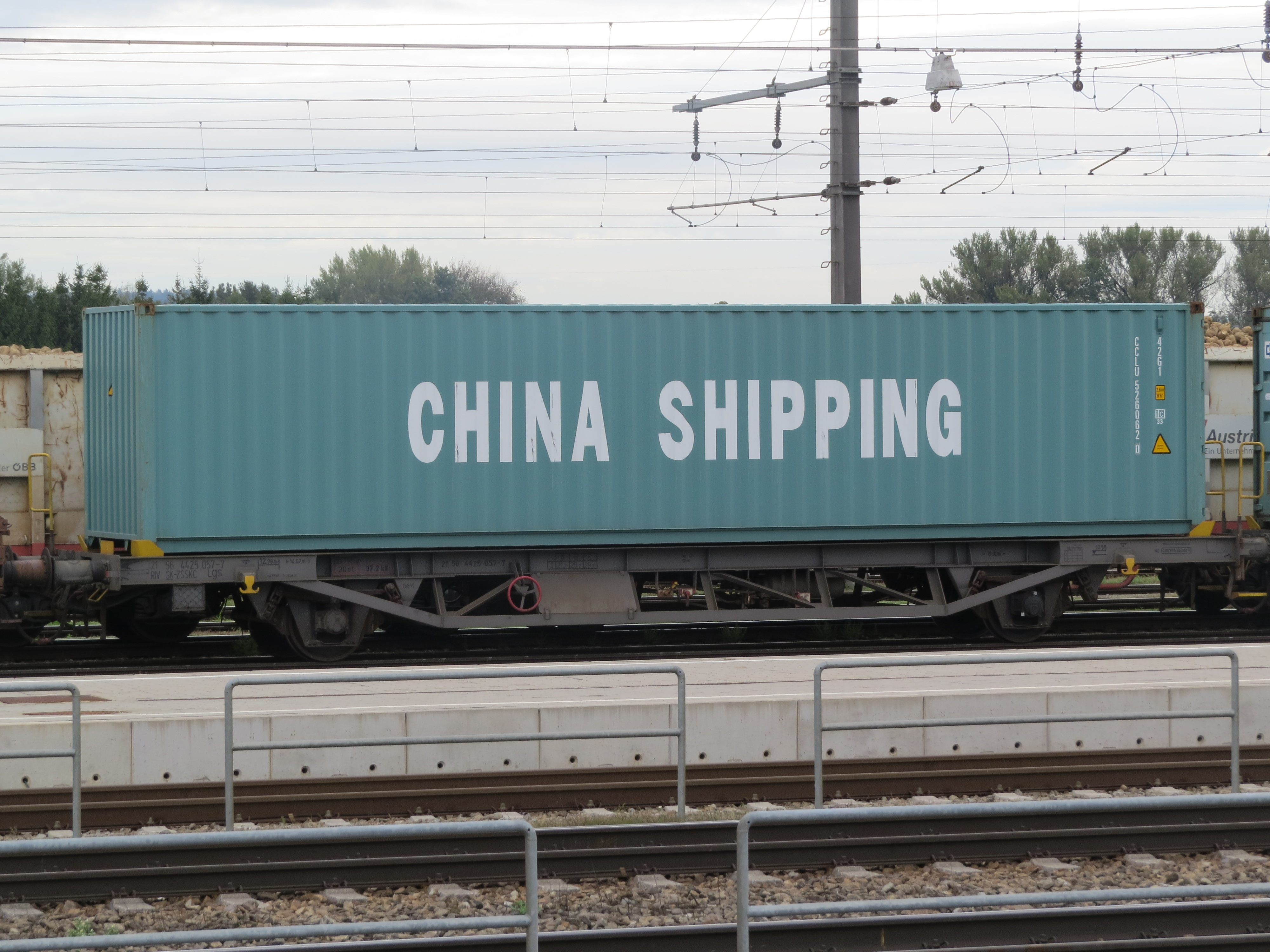
Lgs4425形40フィートISO規格コンテナ用2軸長物車（2017年）
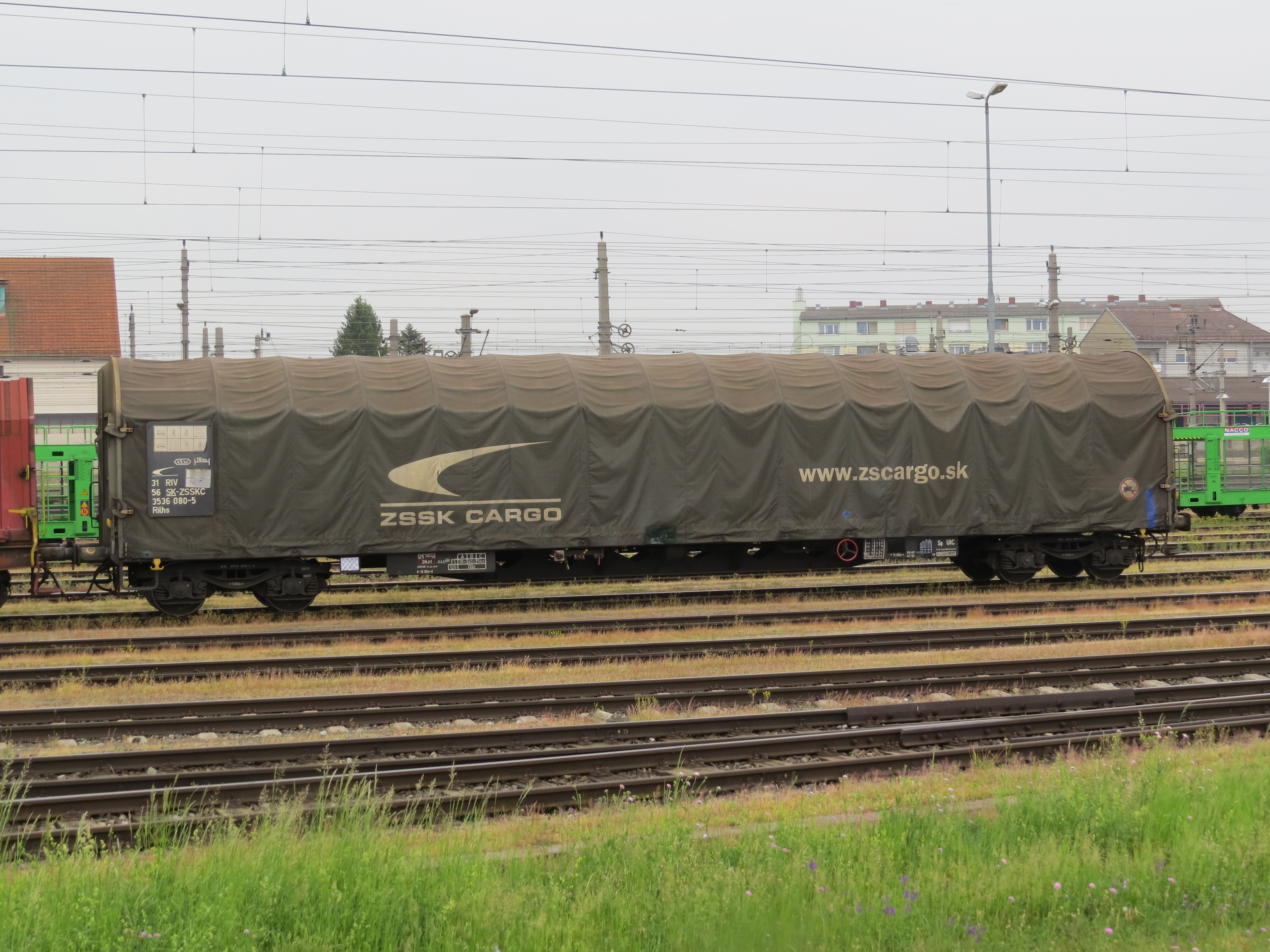
Rilhs3536形54.5トン積幌付ボギー長物車（2018年）
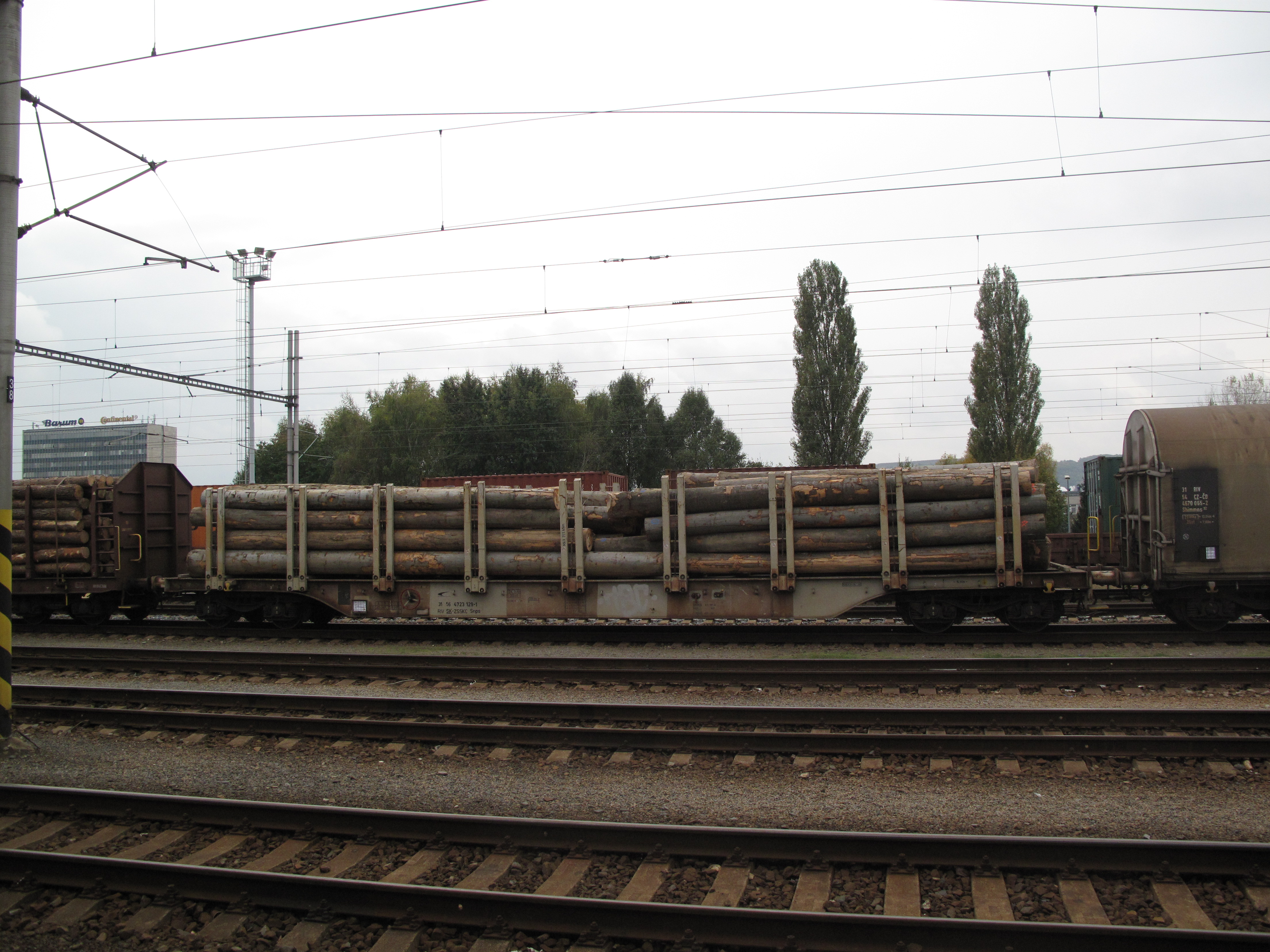
Snps4723形65トン積自動緊締装置付ボギー長物車（2011年）
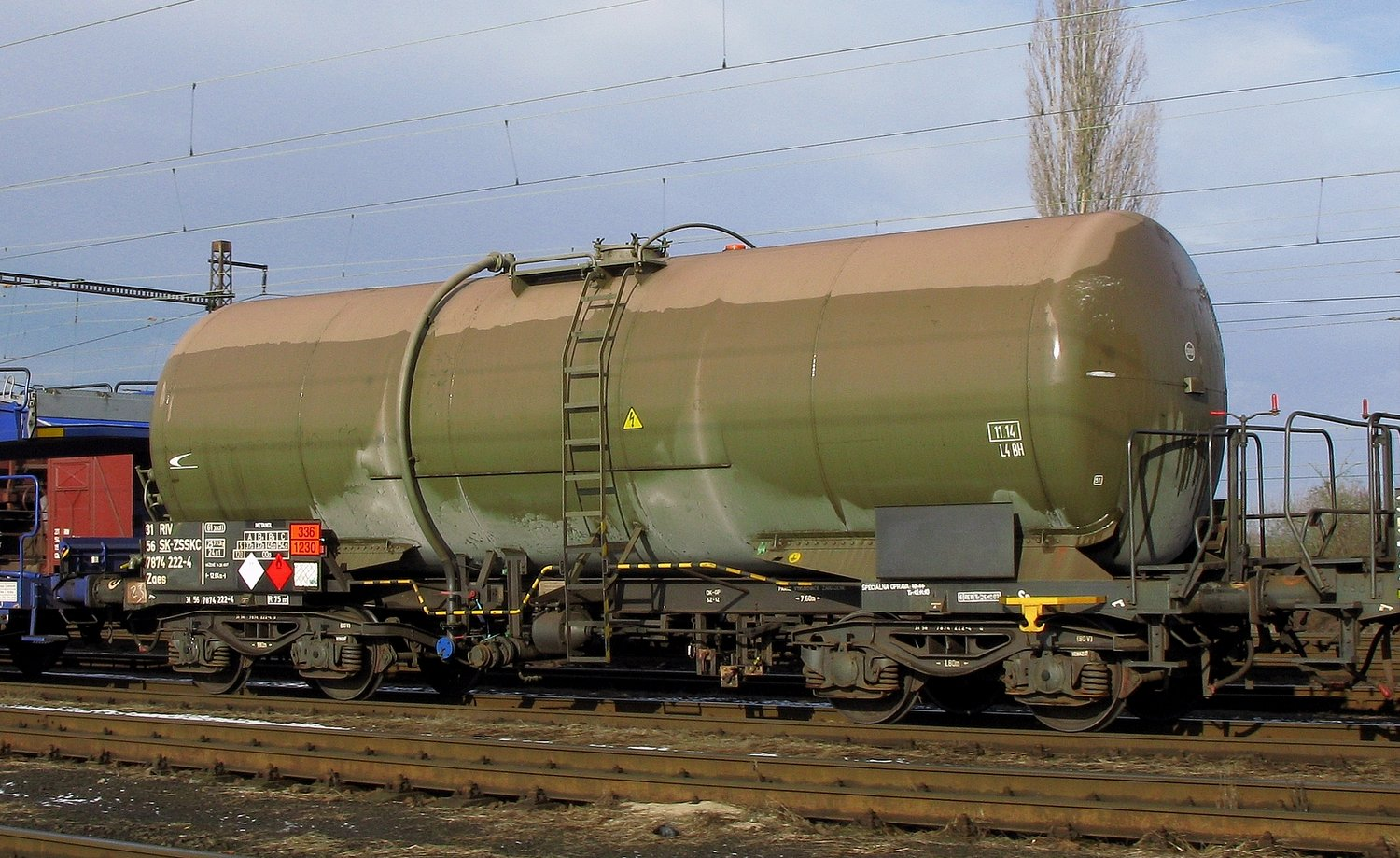
Zaes7874形54トン積メタノール用ボギータンク車（2011年）

## 列車種別
ZSSKカーゴが運行する貨物列車の列車種別は次の通り。
- Expresný nákladný vlak（Nex, 急行貨物列車）
列車重量の大きい拠点間大量輸送の速達貨物列車。
- Priebežný nákladný vlak（Pn, 直行貨物列車）
着発駅間を直行する貨物列車。
- Manipulačný vlak（Mn, 荷役列車）
着発駅間の中間駅に停車して荷役を行う貨物列車。ŽSR時代はこのほか、中間駅で貨車の解結を伴うPrestavovací vlak（PV, 入換列車）の種別も存在したが、2001年に荷役列車に統合され廃止。
- Vlečkový vlak（Vleč, 分岐列車）
貨物列車から分解された貨車を貨物専用線、引き込み線などに移動する列車。
- Rušňový vlak（Rv, 機関車列車）
機関車のみを単機または重連で回送する列車。